# 格奥尔基·乔拉克
格奥尔基·乔拉克（羅馬尼亞語：Gheorghe Ciolac，1908年8月10日—1965年4月13日），罗马尼亚男子足球运动员，司职前锋。他曾代表罗马尼亚国家队参加1934年国际足联世界杯，结果队伍止步十六强。